# Kosovos demografi
Kosovos demografi övervakas av myndigheten Agjencia e Statistikave të Kosovës. Kosovos befolkning var 1 935 259 år 2021. Den summerade fruktsamheten var 2,09 barn per kvinna år 2015, vilket är lägre än ersättningsgraden på 2,1. Kosovo har Europas högsta summerade fruktsamhet om inte Färöarna räknas med.
Befolkningsmajoriteten i Kosovo är enligt folkräkningen 2011 albaner och till betydande minoriteter räknas bosniaker och serber.

## Demografisk historia
Dečaniförklaringen (serbiska: Дечанскe хрисовуљe/Dečanske hrisovulje), skriven 1330 på Stefan Uroš III tid, påstår bland annat att den dåtida etniska strukturen i Metohija och nordöstra Albanien var annorlunda jämfört med nutid. Enligt den hade endast 3 av 89 orter en albansk majoritet och 1,8 procent av hushållen var albanska. Resten var slaviska, mest serbiska.
Uppskattningar och folkräkningar från den osmanska tiden är oeniga och därför ofta opålitliga. Siffrorna anger ofta religionstillhörighet istället för etnicitet. En osmansk folkräkning gjordes 1455 för områdena som styrdes av Huset Branković och som täcker ca 80 procent av dagens Kosovo. Enligt siffrorna, som finns arkiverade i Istanbul, fanns det i området 12 985 serbiska hushåll, vilket utgjorde 98,9 procent av hushållen. En likadan folkräkning som gjordes 1487 visar att nära 100 procent av hushållen var kristna. En stor del av den albanska befolkningen emigrerade under påföljande århundraden för att kunna behålla sin kristna religion. Detta eftersom osmanska påtryckningar fanns om att konvertera till islam. De emigrerade i större omfattning till Italien där de kom att kallas för arberesjer.
En stor del av den serbiska befolkningen emigrerade också under följande århundraden efter samma osmanska påtryckningar om att konvertera till islam, främst 1690–1737.
En uppskattning som publicerades 1844 av Joseph Müller från Österrike för Metohija (områden kring Peja, Gjakova och Prizren) visar att befolkningen där var 58 procent muslimsk och 41 procent kristen. Albaner utgjorde 39 procent och serber 38 procent av befolkningen. Enligt en karta som publicerats 1861 av den franske etnografen Guillaume Lejean bebodde albaner 57 procent av Kosovos territorium. En liknande karta gjordes av engelsmännen G. M. Mackenzie och A. P. Irby 1867 men enligt den bebodde albanerna en betydligt mindre del av dagens Kosovo.
En studie från 1871 av Peter Kukolj som användes av den österrikisk-ungerska armén visar att Kosovo då hade ca 500 000 invånare, av vilka 64 procent serber och 32 procent albaner. Enligt vissa källor fördrevs runt 400 000 serber från Kosovo 1876–1912, de flesta under det grek-turkiska kriget 1897.
Österrikisk statistik från 1899 visar att 47,88 procent av Kosovos befolkning utgjordes av albaner och 43,70 procent av serber.
År 1878 deporterades tiotusentals albaner från Toplica och Vranje av den serbiska regimen.
Genom tre vågor av emigration och deporteringar har det bildats en betydlig diaspora av Kosovoalbaner i Turkiet. 1910 deporterade Serbien cirka 120 000 albaner från Kosovo till Turkiet. Mellan 1926 och 1938 emigrerade 400 000 kosovoalbaner från Jugoslavien till Turkiet, genom en överenskommelse mellan de två länderna. Efter andra världskriget tvingades under perioden 1953 och 1966 nästan 400 000 kosovoalbaner emigrera från Kosovo till Turkiet.
Under andra världskriget dödades cirka 10 000 kosovoserber och cirka 80 000 fördrevs. De av nazisterna formerade Skanderbegdivisionen som bestod av muslimska albaner skickade Kosovos judar till förintelseläget Bergen-Belsen. Samtidigt flyttade 100 000 albaner från Albanien till Kosovo. Enligt folkräkningen 1948 utgjorde albaner 68 procent, serber 24 procent och montenegriner 4 procent.
Enligt folkräkningen 1971 uppgick befolkningen till 1 243 693. Av dessa utgjorde den albanska befolkningen 916 168 (73,7 procent), samtidigt som antalet serber (och montenegriner) uppgick till 259 819 (20,9 procent). Från 1960-talet och framåt ökade den serbiska befolkningen mycket marginellt på grund av stor utflyttning från Kosovo.
Enligt den av serber kontrollerade och mycket omtvistade folkräkningen 1981 var den totala folkmängden i Kosovo 1 584 000. Av dessa var 1 226 736 albaner (77 procent) och serber och montenegriner uppgick samtidigt till 236 526 (14,9 procent). Befolkningstillväxten var fram till början av 1990-talet mycket hög, framför allt inom den albanska befolkningen. På grund av det hårdnande politiska klimatet, den efterföljande väpnade konflikten och den etniska rensningen i området tvingades över en miljon kosovoalbaner fly, främst till Albanien, Nordmakedonien, Västeuropa och USA. Efter FN:s intåg i Kosovo 2000 har en stor del av dem återvänt. Samtidigt har en omfattande utflyttning av serber till övriga Serbien skett sedan konflikten 1999. Serberna i Kosovo lever idag i olika små enklaver, varav den största är Nordkosovo. Även en del andra minoritetsgrupper, främst romer, har flytt till Serbien eller andra länder sedan FN:s övertagande och numera EULEX. Befolkningsutvecklingen påverkades även av inflyttningen av albaner från Preševodalen under konflikten i södra Serbien 2001. Kosovos regeringen har fått skarp kritik av Minority Rights Group International efter att de presenterat en rapport från 2009 som visar att landets minoritetsbefolkningar fortlöpande diskrimineras och väljer att lämna landet. Serbiens utrikesminister Vuk Jeremić påpekade vid ett möte i FN:s säkerhetsråd att få av de 200 000 serber som flytt har återvänt sedan kriget, dessutom har 40 000 kosovoserbiska internflyktingar anmält att de inte fått tillbaka olagligt beslagtagna privategendomar. FN:s generalsekreterare Ban Ki-moon erkände att antalet återvände flyktingar var nedslående lågt.
Fortfarande finns det många kosovarer som är försvunna sedan krigsslutet. Man beräknar att det är ca 2 000 personer som fortfarande är försvunna. Den 10 maj 2010 hittades ytterligare en massgrav med mördade kosovoalbaner i Serbien.

## Större städer

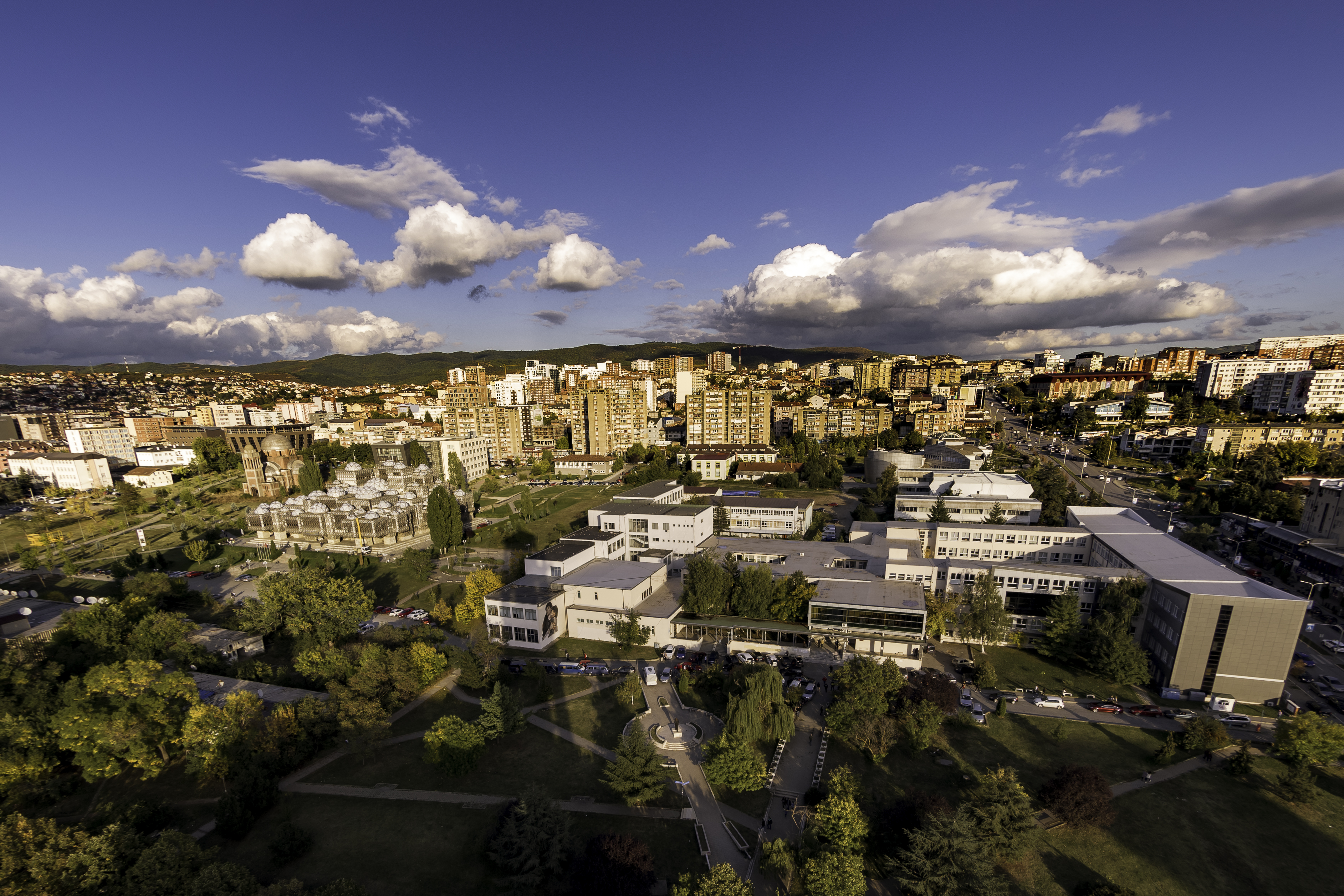
Pristina 2019.

Enligt folkräkningen av juni 2011 är de tio största städerna i Kosovo:
| Rank | Stad      | Invånare |
| ---- | --------- | -------- |
| 1.   | Pristina  | 198 214  |
| 2.   | Prizren   | 178 112  |
| 3.   | Ferizaj   | 108 690  |
| 4.   | Peja      | 95 723   |
| 5.   | Gjakova   | 94 158   |
| 6.   | Gjilan    | 90 015   |
| 7.   | Podujeva  | 87 933   |
| 8.   | Mitrovica | 71 601   |
| 9.   | Vushtrri  | 69 881   |
| 10.  | Suhareka  | 59 702   |

## Urbanisering
Kosovo har en befolkningstäthet av 195 inv. per km2. 

## Minoriteter

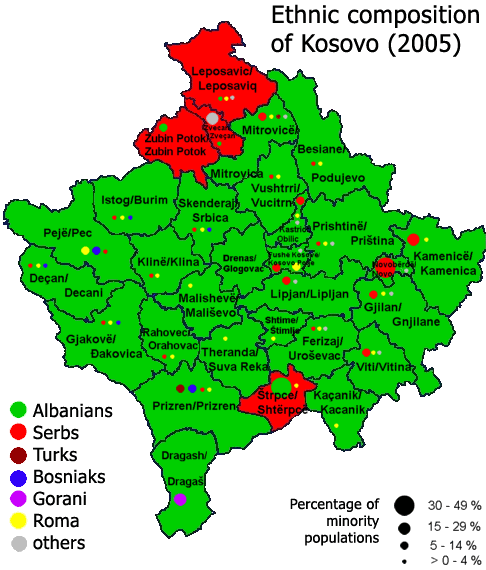
Etnisk fördelning i Kosovo 2005 enligt OSCE.

Befolkningen var enligt regeringen år 2006 uppdelad på 92 procent albaner, 5,3 procent serber, och 2,7 procent tillhörde andra folkgrupper. Kosovos regerings statistiska kontor uppskattar invånarantalet till 2 180 686 (år 2009; 2 153 139 år 2008).
Enligt CIA World Fact Book 2015 uppskattades Kosovo 2015 ha 1 870 981  invånare. Av dessa var:
- albaner (92,9 %)
- serber (1,5 %)
- bosniaker (1,6 %)
- romer (0,5 %)
- turkar (1,1 %)
- goraner (0,6 %)
- ashkali (0,9 %)
- egyptier (0,7 %)
- övriga folkgrupper: judar, janjevcier, montenegriner, tjerkesser och valaker.

Kosovoalbanerna har den högsta befolkningstillväxten i Europa.
Kosovserberna lever främst i norra delen, kallat Nordkosovo. En del lever i flera små enklaver runt om i Kosovo, däribland kan nämnas den kända klosterorten Graçanica utanför huvudstaden Pristina.

## Migration
År 2002 fanns det 250 000 registrerade flyktingar, mest serber och romer, som har lämnat Kosovo efter krigsslutet den 12 juni 1999. Majoriteten befinner sig i Serbien.
Den kosovoalbanska diasporan uppskattas uppgå till mellan cirka en halv miljon och en miljon.